# 英烈的歲月
《英烈的歲月》又名孟菲斯美女，是一部1990年上映的戰爭片與劇情片，由麥可·卡頓-鍾斯執導、蒙提·梅里克編劇。主演包括馬修·莫汀、埃里克·斯托尔兹以及小亨利·康尼克（此片為其電影出道作）。本片為1944年導演威廉·惠勒拍攝的紀錄片《孟菲斯美女：飛行堡壘的故事》之虛構改編版本，講述第二次世界大戰期間，一架駐紮在英格蘭的美國波音B-17飛行堡壘轟炸機「孟菲斯美女號」執行第25次、亦為最後一次任務的故事。
1990年版本由大衛·普頓與惠勒之女凱薩琳·惠勒共同監製，並獻給威廉·惠勒。在電影最後「向所有在第二次世界大戰歐洲戰場上空作戰的空軍人員—無論敵我—致上敬意」作為結尾。。

## 劇情
英烈的歲月（Memphis Belle）是一架波音B-17飛行堡壘轟炸機，其機組人員即將完成第25次任務，這是完成服役期間所需的任務數。在整個中隊之中，孟菲斯美女號獲派攻擊位於德國布萊梅的福克-沃爾夫Fw 190戰鬥機製造工廠。雖然任務初期獲得友軍戰鬥機護航，但因當時盟軍戰鬥機航程有限，只能在飛抵比利時與荷蘭邊界之際便返航回到英國，使得脆弱的轟炸機在進入德國領空後，往返目標地點期間必須獨立應對德軍火力強大的戰鬥機攔截。由於孟菲斯美女號若完成本次任務，便將成為美國第八航空軍中首架完成完整服役任務的轟炸機，其成功具有重大象徵意義，因此軍方宣傳人員布魯斯·德林傑中校也打算利用孟菲斯美女號創舉締造的紀錄和聲名來推動重要的戰爭公債銷售。
在飛入德國領空之際時，美軍轟炸機編隊開始遭受敵機攻擊與高射炮出現損失，導致孟菲斯美女號接手成為領航機。而預訂轟炸的目標區最初被地面德軍施放煙幕遮蔽，但在第二次通過時煙幕已經散開，讓編隊成功將炸彈投擲於已現形的目標區域。在返航途中，編隊持續遭受德軍戰機攻擊。無線電操作員丹尼·戴利三等軍士身負重傷昏迷，而機身也連續遭受損傷，並引發其中一具發動機起火，機長迪爾本上尉不得不冒險讓飛機進行俯衝、運用氣流來熄滅火焰。
後續的戰損導致飛機的電力系統癱瘓，使起落架無法正常放出，但機組員最終在降落前成功以手動方式將起落架放出。飛機成功降落於友軍機場後，德林傑中校與地勤人員奔向機體，與機組員一同慶祝任務成功，迪爾本上尉更於機上與全體成員一起開香檳慶祝。
片尾字幕指出，孟菲斯美女號於1943年5月17日完成第25次、也是最後一次任務，並提到第二次世界大戰期間有超過25萬架軍機參與歐洲西線戰場航空戰，其中約20萬名空軍人員陣亡，並將本片獻給這些官兵以及所有軍人的英靈。

## 演員
- 马修·莫丁（Matthew Modine）饰演飞行员丹尼斯·迪尔伯恩（Dennis Dearborn）机长：一个缺乏幽默感且不善于社交的完美主义者。
- 泰特·多诺万（Tate Donovan）饰演副驾驶卢克·辛克莱（Luke Sinclair）第一中尉：无忧无虑、有些自恋的前救生员，他认为自己被迪尔伯恩低估了。
- DB·斯威尼饰 第一中尉菲尔·洛文塔尔（Phil Lowenthal），导航员：洛文塔尔在执行最后任务之前很紧张，并确信自己注定要死。
- 比利·赞恩饰演 瓦尔·科兹洛夫斯基中尉，投弹手：虽然每个人都相信自信的科兹洛夫斯基是一名医生，但后来透露，他在入伍前只上过两周的医学院。
- 埃里克·斯托尔茨饰 Staff Sgt. (T/3) 丹尼·“丹尼男孩”·戴利（Danny "Danny Boy" Daly），无线电操作员：戴利是一位热心的爱尔兰裔美国人，曾是学校报纸的编辑、告别演说者，大学毕业后立即加入。
- 里德·戴蒙德饰 Staff Sgt. (T/3) Virgil “Virge”或“处女” Hoogesteger，顶级炮塔炮手和飞行工程师：Hoogesteger 在他家的餐厅工作，并计划在战后开设一系列相同的餐厅，尽管他的机组人员警告说这种闻所未闻的做法企业永远不可能成功。
- 西恩·奥斯汀饰 Staff Sgt.理查德·“流氓”·摩尔，球炮塔炮手：这位身材矮小、粗鲁的炮手认为自己是个讨女人喜欢的男人，喜欢戏弄他的队友。
- 考特尼·增益（Courtney Gains）担任参谋中士。尤金·“精灵”·麦克维，右腰炮手。来自克利夫兰的天主教爱尔兰裔美国人。
- 尼尔·吉恩托利饰 Sgt.杰克·博奇（Jack Bocci），左腰炮手：博奇是一个脾气暴躁的芝加哥流氓，他似乎只关心自己，但对他的腰炮手同伴麦克维却出奇地友善。
- 小哈里·康尼克饰 Staff Sgt.克莱·巴斯比（Clay Busby），尾炮手：他的父亲在一场扑克游戏中输掉了家庭农场后，简洁的巴斯比靠在新奥尔良一家酒吧弹钢琴赚钱。
- 大卫·斯特雷泽恩饰 Col.克雷格·哈里曼
- 约翰·利思戈饰 Lt. Col.布鲁斯·德林格
- 简·霍洛克斯饰 Faith
- 麦克·麦克唐纳饰 Les

## 製作

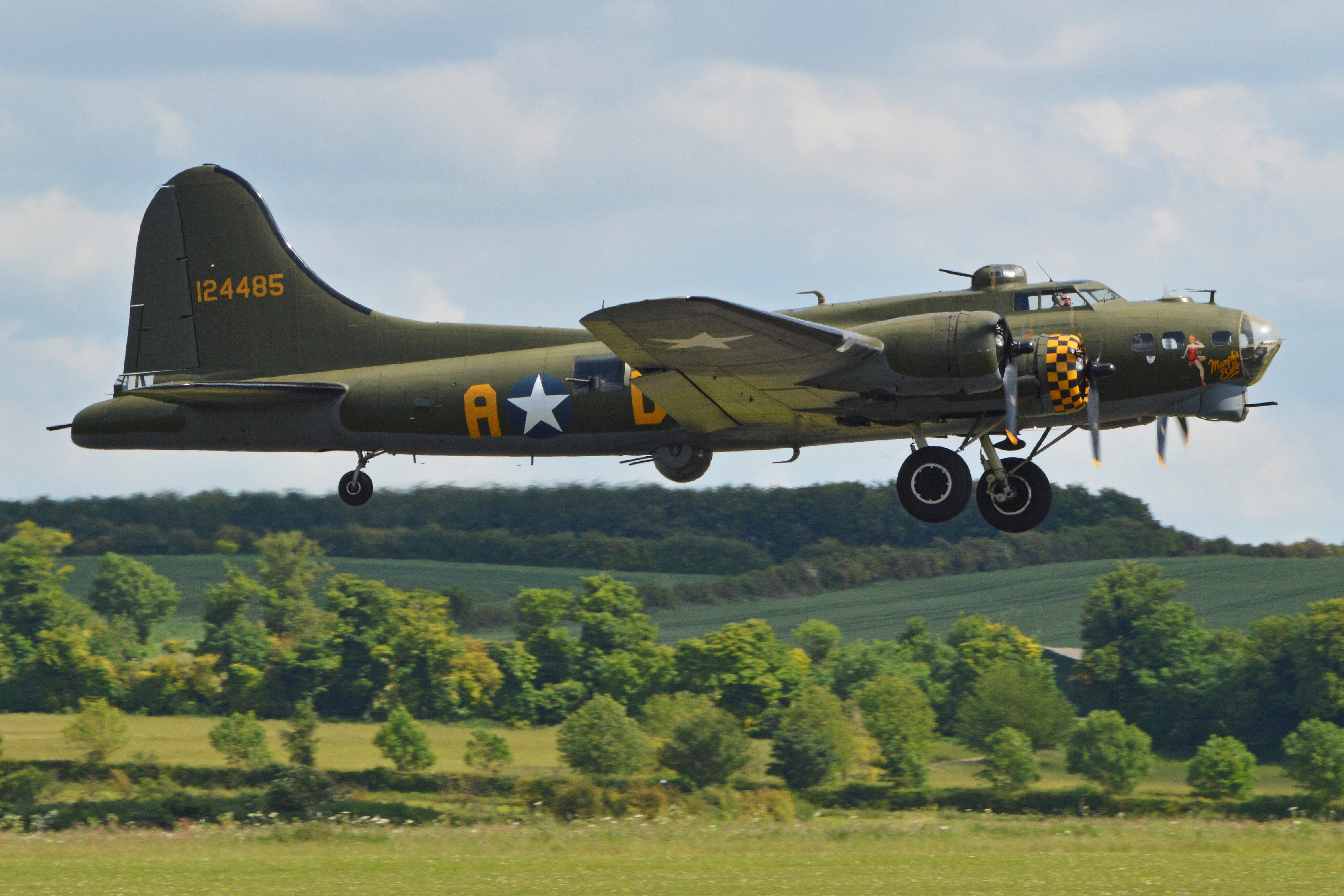
2014年B-17G莎莉B

在20世紀80年代末適航的8架B-17中，有5架真正的B-17戰機用於拍攝《孟菲斯美女》。兩架位於美國（N3703G和N17W），兩架位於法國（在起飛事故中被毀的F-BEEA和F-AZDX粉紅女郎），一架位於英國（G-BEDF Sally B）。最初的孟菲斯美女是B-17F型號，因此電影中使用的所有B-17G都經過大量修改，看起來像早期的F型號，拆除了下巴砲塔，尾砲位置採用舊設計進行了改裝，並塗成橄欖綠。拍攝期間，兩架B-17扮演“美女”（一架是電影版的“孟菲斯美女”（N3703G），另一架是“莎莉B”，用於需要煙火的場景，例如表示機槍“命中”的煙霧和火花），而其餘的則有機頭藝術和中隊標記多次更改，以使其看起來有更多飛機。
電影的地面鏡頭（包括起飛和著陸場景）是在英國林肯郡非運營的英國皇家空軍賓布魯克基地拍攝的，現場有一座控制塔和車輛。飛行序列是從達克斯福德帝國戰爭博物館的機場起飛的。這部電影的所有臨時演員都是在該地區舉行的試鏡中獲得的，其中包括現任和前任皇家空軍成員。電影製片人還使用Pinewood Studios拍攝室內場景以及B-17的各種型號。 
北美B-25米切爾號用於拍攝大部分空中場景，並在可用的B-17和戰鬥機上安裝了幾個固定和可訓練的攝像機，用於拍攝動作鏡頭。當B-25在拍攝期間無法使用時，一架格魯曼TBM Avenger（其尾部塗有與B-17相同的橄欖褐色色調）在短時間內用作備用。
影片的飞行员是来自英国、美国、法国、德国、新西兰和挪威的战鸟表演飞行员，由于飞行员在拍摄期间必须返回全职工作，因此名单发生了多次变化。飞行序列是在老飞行机器公司（OFMC）飞行员雷·汉纳（Ray Hanna）和他的儿子马克（Mark）的协调下设计和规划的，他们还担任所用战斗机的首席飞行员，并在拍摄期间驾驶配备摄像头的战斗机和 TBM 复仇者飞机。
由于缺乏实际的B-17机身，制作了木制轮廓模型并将其放置在机场的远处。

### 拍摄意外

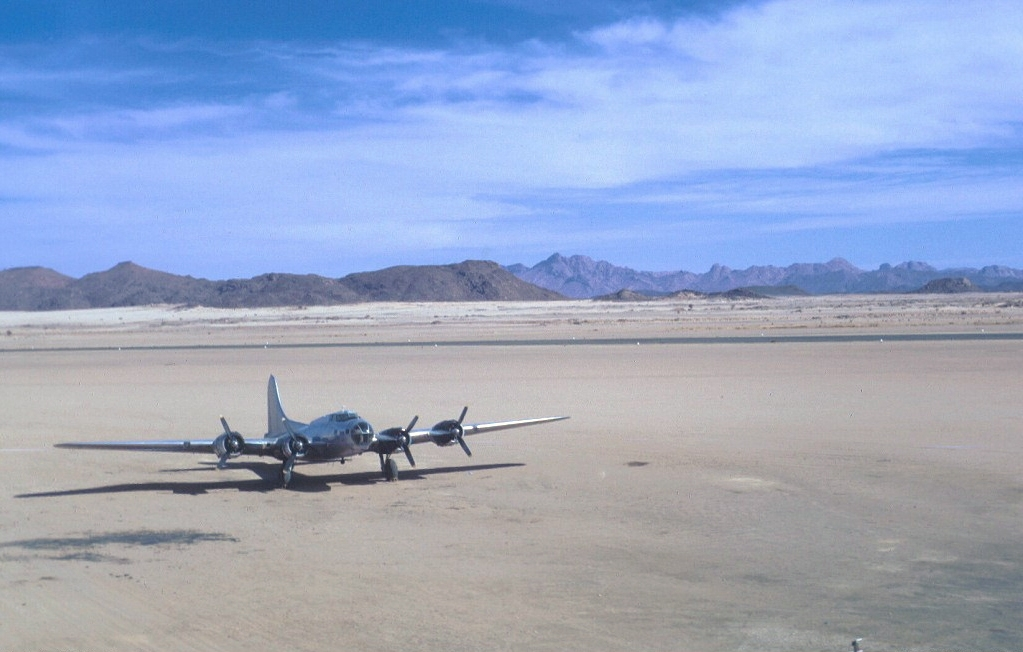
1970年发生事故的飞机

一架用作拍摄平台的法国B-17G（F-BEEA）从宾布鲁克起飞时失去发动机动力并摇摆，撞上了一棵树和一堆碎石，并被随后的火灾摧毁。10名船员全部逃脱，仅受轻伤，其中最严重的是腿骨折。当在21号跑道上排队等待起飞时，一名地面工程师在3号发动机附近观察到一股烟雾，他推测这可能是由于过度增压造成的。飞机开始地面滑跑并在飞行约100碼（91）轻微向左摆动，机长（操纵飞行员）通过方向舵并通过减少3号和4号发动机的功率进行了纠正。纠正后，所有发动机都恢复了全功率，但飞机向右摆动。机长应用了修正方向舵并降低了1号和2号发动机的功率，但这并没有立即生效，飞机在矫直之前离开了跑道，与跑道平行。得知飞机能够在草地起降跑道上运行后，飞行员选择继续起飞；然而，在400—500碼（370—460），空速为90—95英里每小時（145—153每小時）飞机向右摆动，其航向被左翼撞到的一棵树和4号螺旋桨撞到的一堆碎石所阻碍。飞机向右偏航并停在玉米地里。机身在炸弹舱后断成两部分并起火。 

## 歷史準確性
除了飛機名稱之外，這部電影只是非常鬆散地基於事實的虛構。這些角色是合成的，名字也不是“孟菲斯美女”號實際機組人員的名字，而且所顯示的事件應該代表B-17的一般任務。影片中的人物和場景與真正的“孟菲斯美女號的船員、她最終任務的性質、戰略轟炸的準確性或盟軍轟炸平民的政策幾乎沒有相似之處”。在“美女”號執行第25次任務的前一天晚上，官方並沒有舉行任何樂觀的慶祝活動，任務結束後也沒有對船員們進行特別的歡迎。
戰鬥機使用了七架P-51野馬。其中五架P-51塗有美國空軍梅林引擎野馬中隊在英國執行任務的第一個中隊的標記（1943年，比實際任務晚了幾個月）。由於沒有倖存的可飛行的梅塞施密特Bf-109，德國空軍戰鬥機以Ha-1112為代表，這是Bf 109的西班牙版本（也曾在1969年電影' '《不列顛之戰》中代表Bf 109）-戰爭通用塗裝方案。

## 原声带
由格伦·米勒和他的管弦乐团演奏，汤米·康纳、吉米·肯尼迪和汉密尔顿·肯尼迪作曲的《栗子树》在电影中通过孟菲斯美女电台播放，但没有出现在原声带专辑中。康尼克在聚会上演奏的欢快版本的《丹尼男孩》在原声带专辑中没有找到；相反，出现了马克·威廉姆森（Mark Williamson）演奏的较慢版本。乔治·芬顿 (George Fenton)创作的电影配乐获得1991年英国电影和电视艺术学院（BAFTA）最佳原创电影配乐奖提名。
电影原声带专辑是在英国伦敦的Abbey Road Studios、CTS Studios和Angel Recording Studios录制的。其中包括格伦·米勒和他的管弦乐队表演“我知道为什么（你也知道）”。
曲目列表
1. “Londonderry Air”/“Front Titles：Memphis Belle”（传统/乔治·芬顿）- 3:50
2. “绿眼睛”（尼洛·梅南德斯、埃迪·里维拉、埃迪·伍兹）- 3:25
3. “飞回家”（本尼·古德曼、莱昂内尔·汉普顿、西德尼·罗宾）- 2:57
4. “钢铁女士”（芬顿）- 1:44
5. “准备起飞”（“奇异恩典”）（传统）- 2:39
6. “最后的任务”（芬顿）- 3:51
7. “深感遗憾。 。 ”。 （芬顿）- 2:02
8. “我知道为什么（你也知道） ”（麦克·戈登、哈里·沃伦） - 2:55 - 由格伦·米勒和他的管弦乐团演奏
9. “炸弹逃亡”（芬顿）- 1:30
10. “跛行回家”（芬顿）- 2:25
11. “残废的贝儿：登陆”（芬顿）- 3:26
12. “决议”（芬顿）- 1:06
13. “孟菲斯美女”（结束标题组曲）（芬顿）- 7:37
14. “ Danny Boy ”（《孟菲斯贝尔》主题曲）（弗雷德里克·E·韦瑟利） - 3:20 - 由马克·威廉姆森表演

## 反响
《孟菲斯美女》收到的评价褒贬不一，罗杰·艾伯特表示这部电影“有趣”，但充满了熟悉的战时陈词滥调。“孟菲斯美女剧组的经历中的这种人性元素在某种程度上弥补了角色中人性维度的缺乏。我们无法真正区分船员，也不太关心，但我们可以认同他们。”英国电影评论家安迪·韦伯也有类似的保留意见。“尽管它的初衷是为了突出二战期间深入敌方领土执行危险轰炸任务的勇敢者的风险和英雄事迹，但《孟菲斯美女》你不能错过的一件事是，它是一部陈词滥调的商业制作。”
根据25名影评人的评论，该片在烂番茄上的支持率为68%。 CinemaScore调查的观众给这部电影的评分为A到F。

### 票房
该片在英国266块银幕上上映，首周票房收入1,174,250英镑，位居票房第一。它在第二周也排名第一。该片在英国的总票房为4,924,000英镑。

## 歷史參考
- 二战期间的战略轰炸

### 引文
1. ↑  Orriss 1984, p. 83.
2. ↑  Farmer 1990. p. 31.
3. ↑  "Original print information: Memphis Belle (1990)." （页面存档备份，存于） Turner Classic Movies. Retrieved: 27 October 2014.
4. ↑  Carlson 2012 p. 120.
5. ↑  Farmer 1990. p. 37.
6. ↑  "Boeing B17G Flying Fortress, F-BEEA 11-89 ." Air Accident Investigation Branch. Retrieved: 27 October 2014.)
7. ↑  "Memphis Belle Soundtrack." （页面存档备份，存于） soundtrackcollector.com . Retrieved: 11 October 2010.
8. ↑  "Memphis Belle." （页面存档备份，存于） CD Universe, 17 October 1990. Retrieved: 11 October 2010.
9. ↑  Ebert, Roger. . Chicago Sun Times. 12 October 1990  [2023-08-23]. （原始内容存档于2023-01-13） –Roger Ebert.com.
10. ↑  Webb, Andy. "Memphis Belle (1990) （页面存档备份，存于）". The Movie Scene, 2014. Retrieved: 27 October 2014.
11. ↑  . Rotten Tomatoes.   [2023-08-23]. （原始内容存档于2023-03-27）.
12. ↑  .   [22 June 2019]. （原始内容存档于20 December 2018）.
13. ↑  . Variety. 17 September 1990: 56.
14. ↑  . Variety. 24 September 1990: 40.
15. ↑   (PDF). British Film Institute: 26. 2005  [2023-08-23]. （原始内容存档 (PDF)于2015-09-12）.